# Hannah Callowhill Penn
Hannah Callowhill Penn (11 febrer 1671 - 20 desembre 1726) fou la segona esposa de William Penn (fundador de Pennsilvània); administrà la província de Pennsilvània durant els sis anys la malaltia del seu marit i després de la mort d'ell durant altres vuit anys. Filla de Tomàs Callowhill, que va néixer a Bristol, Anglaterra. Es va casar amb William Penn el 5 març 1696 a l'edat de 24 anys, quan ell en tenia 52. Quan la parella es va embarcar en un viatge de tres mesos als Estats Units en 1699, ella estava embarassada del segon dels seus fills.